# 潘皓炫
潘皓炫（1959年—），广东广州人，汉族，中华人民共和国政治人物、第十二届全国人民代表大会广东地区代表。
毕业于澳门科技大学管理学专业。加入中国共产党。担任江门金羚集团有限公司党委书记、董事长、总经理。2008年起担任全国人大代表。2013年，担任全国人大代表。